# Kanton Douarnenez
Douarnenez is een kanton van het Franse departement Finistère. Het kanton maakt deel uit van de arrondissementen  Châteaulin en Quimper.

## Gemeenten
Het kanton Douarnenez omvatte tot 2014 de volgende 6 gemeenten:
- Douarnenez (hoofdplaats)
- Guengat
- Le Juch
- Plogonnec
- Pouldergat
- Poullan-sur-Mer

Na de herindeling van de kantons door het decreet van 13 februari 2014, met uitwerking op 22 maart 2015, omvatte het kanton 17 gemeenten.
Op 1 januari 2016 werd de gemeente Esquibien toegevoegd aan de gemeente Audierne de daarmee het statuut van 'commune nouvelle' kreeg.
Sindsdien omvat het kanton volgende 16 gemeenten:
- Audierne
- Beuzec-Cap-Sizun
- Cléden-Cap-Sizun
- Confort-Meilars
- Douarnenez
- Goulien
- Île-de-Sein
- Le Juch
- Kerlaz (Arrondissement Châteaulin)
- Mahalon
- Plogoff
- Plouhinec
- Pont-Croix
- Pouldergat
- Poullan-sur-Mer
- Primelin